# الخطوط الجوية الكرواتية
الخطوط الجوية الكرواتية هي الناقل الوطني لدولة كرواتيا، يقع مقرها في بوزان بالقرب من زغرب، وتسير رحلات داخلية ودولية إلى وجهات أوروبية في الأساس. مطار زغرب الدولي هو مطار الشركة الرئيسي. منذ نوفمبر 2004، والشركة عضو في تحالف ستار.

## وجهات
الخطوط الجوية الكرواتية تدير خدماتها من كرواتيا إلى وجهات في النمسا، بلجيكا، جمهورية التشيك، فرنسا، كرواتيا، ألمانيا، إسرائيل، إيطاليا، هولندا، روسيا، إسبانيا، مقدونيا، وفي المملكة المتحدة، البوسنة والهرسك، السويد، النرويج، لبنان، فنلندا، الجبل الأسود، كوسوفو، إيرلندا، سويسرا، سوريا، اليونان، صربيا، رومانيا، الدنمارك، تركيا.

### اتفاقات الرمز المشترك
الخطوط الجوية الكرواتية لديها اتفاقات الرمز المشترك مع الشركات التالية :
- طيران كندا
- الخطوط الجوية الفرنسية
- طيران الهند
- خطوط آسيانا الجوية
- الخطوط الجوية النمساوية
- خطوط بروكسل الجوية
- إيتا (شركة طيران)
- الخطوط الجوية الملكية الهولندية
- خطوط لوت الجوية البولندية
- لوفتهانزا
- الخطوط الجوية الإسكندنافية
- الخطوط الجوية السنغافورية
- الخطوط الجوية الدولية السويسرية
- تاب برتغال
- الخطوط الجوية التركية
- الخطوط الجوية المتحدة

## الأسطول

### الأسطول الحالي
أسطول الخطوط الجوية الكرواتية يتكون من الطائرات التالية اعتبارًا من أكتوبر 2022:
| الطائرة            | في الخدمة | مطلوبة | الركاب | ملاحظات                                                |
| ------------------ | --------- | ------ | ------ | ------------------------------------------------------ |
| إيرباص إيه 220-100 | —         | 15     | 127    | حول الطلب إلى إيرباص إيه 320 نيو. شرت 9 وأجرت 6.       |
| إيرباص إيه 220-300 | —         | 15     | 148    | حول الطلب إلى إيرباص إيه 320 نيو. شرت 9 وأجرت 6.       |
| إيرباص إيه 319     | 5         | —      | 144    | لتحل محل إيرباص إيه 220                                |
| إيرباص إيه 320     | 2         | —      | 174    | لتحل محل إيرباص إيه 220                                |
| بومباردييه داش 8   | 6         | —      | 76     | لتحل محلها طائرة بومباردييه داش 8 اعتبارًا من عام 2024. |
| المجموع            | 13        | 15     |        |                                                        |

### أسطول سابق
| الطائرة                 | المجموع | أدخلت | سحبت | مراجع  |
| ----------------------- | ------- | ----- | ---- | ------ |
| إيه تي آر 42            | 3       | 1993  | 2009 | [ 11 ] |
| بريتش ايروسبيس 146      | 2       | 2000  | 2002 | [ 12 ] |
| بوينغ 737               | 5       | 1992  | 1999 | [ 13 ] |
| فوكر 100                | 1       | 2001  | 2005 | [ 14 ] |
| ماكدونل دوغلاس إم دي-80 | 2       | 1990  | 1991 | [ 15 ] |